# Stuart Woolf
Pour les articles homonymes, voir Woolf.
Stuart Joseph Woolf est un historien et traducteur britannique, spécialisé dans l'histoire de l'Italie.

## Carrière
Né à Londres le 23 janvier 1936, il est diplômé d'Oxford en 1956 et docteur de la même université en 1961. Il est membre du Pembroke College  (Cambridge) de 1961 à 1965 et First Reader en Italian History, avant de devenir directeur du Centre for Advanced Study of Italian Society à l'Université de Reading. En 1975 il est nommé professeur d'histoire à l’Université d'Essex, charge qu'il occupe jusqu'en 1996. De 1983 à 1992, il enseigne également à l'Institut universitaire européen à San Domenico de Fiesole, et donne des conférences en France, Espagne, Portugal, États-Unis et Australie. 
En 1996 il est Professeur ordinaire d'histoire contemporaine à l'Université Ca' Foscari de Venise.
Stuart Woolf est mort à Florence le 1er mai 2021.

## Travaux
- Storia d’Italia. Dal primo Settecento all'Unità. La storia politica e sociale, in La storia d’Italia. Vol. III, Einaudi, Torino, 1973 (avec J.-C. Perrot);
- State and Statistics in France, 1789-1815, Harwood, London - New York, 1984;
- The Poor in Western Europe in the Eighteenth and Nineteenth Centuries, Methuen, London, 1986;
- Napoléon et la conquête de l'Europe, Flammarion, Paris, 1990;
- European Fascism, Weidenfeld & Nicolson, London, 1968;
- The Nature of Fascism, Random House, New York, 1968;
- Il nazionalismo in Europa, Unicopli, Milan, 1994;
- Le regioni d’Italia. La Valle d’Aosta, Einaudi, Turin, 1995.

Il a également traduit Se questo è un uomo et La Tregua de Primo Levi, en étroite collaboration avec ce dernier : 
- If This Is a Man, Orion Press, New York, 1961;
- The Truce, The Bodley Head, London, 1965.